# Keith Szarabajka
Keith Szarabajka (spreek uit als sarah-bike-ah) (Oak Park (Illinois), 2 december 1952) is een Amerikaans (voice-over) acteur en scenarioschrijver.

## Biografie
Szarabajka heeft gestudeerd aan de Universiteit van Chicago en aan de Trinity University in San Antonio. Hierna ging hij acteren leren van 1972 tot en met 1978 aan het Organic Theater in Chicago.
Szarabajka begon in 1979 met acteren in de film Bleacher Bums. Hierna heeft hij nog meer dan 220 rollen gespeeld in films en televisieseries zoals Missing (1982), The Equalizer (1985-1989), A Perfect World (1993), Law & Order (1992-1997), The Wild Thornberrys (1998-1999), Angel (2001-2002) en Cold Case (2008-2010).
Szarabajka is de laatste jaren vooral actief met voice-over stemmen voor videogames zoals Command & Conquer: Red Alert 2 - Yuri's Revenge (2001), Rainbow Six: Lockdown (2005), Company of Heroes (2006), Command & Conquer 3: Tiberium Wars (2007), Fallout: New Vegas (2010) en Star Wars: The Old Republic (2011).
Szarabajka is ook actief als scenarioschrijver, in 2001 heeft hij de film Bleacher Bums geschreven.
Szarabajka was van 1994 tot en met 2005 getrouwd, en heeft hieruit twee zonen.

## Filmografie

### Films
Selectie:
- 2011 Transformers: Dark of the Moon – als Laserbeak (stem)
- 2008 The Dark Knight – als Stephens
- 2002 We Were Soldiers – als diplomatische spook
- 1994 Andre – als Billy Baker
- 1993 A Perfect World – als Terry Pugh
- 1989 Nightlife – als dr. David Zuckerman
- 1985 Marie – als Kevin McCormack
- 1982 Missing – als David Holloway
- 1980 Simon – als Josh

#### Animatiefilms
- 2008 Dead Space: Downfall – als dr. Kyne
- 2005 The Toy Warrior – als stem
- 2002 The Wild Thornberrys Movie – als Poacher
- 1991 Sazan aizu – als professor Fuji

### Televisieseries
Uitgezonderd eenmalige gastrollen.
- 2016 - 2019 Supernatural - als Donatello Redfield - 9 afl.
- 2012 - 2013 Jedi Camp - als Paul - 4 afl.
- 2010 – 2011 Sons of Anarchie – als Viktor Putlova – 3 afl.
- 2008 – 2010 Cold Case – als Patrick Doherty - 5 afl.
- 2005 24 – als Robert Morrison – 2 afl.
- 2001 – 2002 Angel – als Daniel Holtz – 11 afl.
- 2001 Rowwell – als Dan Lubetkin – 2 afl.
- 1996 – 1997 Profit – als Charles Henry Gracen – 8 afl.
- 1997 Law & Order – als Neil Gorton – 3 afl.
- 1994 Heaven & Hell: North & South, Book III – als kapitein Venable – 2 afl.
- 1992 Unnatural Pursuits – als Digby Mason – 2 afl.
- 1991 Golden Years – als Harlan Williams – 7 afl.
- 1985 – 1989 The Equalizer – als Mickey Kostmayer – 56 afl.

#### Animatieseries
- 2014 - 2018 Star Wars Rebels - als Cikatro Vizago	- 8 afl.
- 2010 – 2011 Young Justice – als Dr. Freeze – 2 afl.
- 2001 – 2002 The Zeta Project – als Krick – 2 afl.
- 2001 Heavy Gear: The Animated Series – als Serge Garpenlov - ? afl.
- 1998 – 1999 The Wild Thornberrys – als Kip O'Donnel / diverse stemmen – 7 afl.
- 1999 Godzilla: The Series – als stem – 2 afl.
- 1994 – 1997 Aaahh!! Real Monsters – als Corpu / Dean / Skritch / stemmen – 3 afl.

### Computerspellen
Selectie:
- 2019 Rage 2 - als diverse stemmen
- 2018 Fallout 76 - als stem
- 2018 Call of Duty: Black Ops 4 - als Russman
- 2016 Dishonored 2 - als middenklas burger
- 2016 Mafia III - als stem
- 2016 World of Warcraft: Legion - als Oculeth
- 2015 Fallout 4 - als diverse stemmen
- 2015 Batman: Arkham Knight - als brandweermannen en The Order
- 2014 Skylanders: Trap Team - als vlammenwerper
- 2013 Teenage Mutant Ninja Turtles: Out of the Shadows - als The Kraang
- 2013 BioShock Infinite - als Cornelius Slate
- 2012 Halo 4 - als Didact / dr. Alexander
- 2012 Skylanders: Giants - als vlammenwerper
- 2012 Darksiders II - als The Crowfather / The Scribe / Wicked K
- 2012 Mass Effect 3 - als stem
- 2012 Kingdoms of Amalur: Reckoning – als toegevoegde stemmen
- 2011 Star Wars: The Old Republic – als toegevoegde stemmen
- 2011 The Elder Scrolls V: Skyrim – als Erandur / Sondas Drenim / Mayin Varen / Veren Duleri / Dunmers
- 2011 Skylanders: Spyro's Adventure – als stem
- 2011 L.A. Noire – als Herschel Biggs
- 2011 Dragon Age II – als Bartrand Tethras / Maraas
- 2011 Dead Space 2 – als toegevoegde stemmen
- 2010 Call of Duty: Black Ops – als toegevoegde stemmen
- 2010 Fallout: New Vegas – als Joshua Graham
- 2010 Command & Conquer 4: Tiberian Twilight – als stem
- 2010 BioShock 2 – als Reed Wahl
- 2010 Mass Effect 2 – als Harbinger / Delan / Elias Kelham
- 2010 Darksiders – als Azrael / toegevoegde stemmen
- 2009 Dragon Age: Origins – als diverse stemmen
- 2009 Red Faction: Guerrilla – als stem
- 2008 Dead Space – als dr. Terrence Kyne
- 2008 Ratchet & Clank Future: Quest for Booty – als stem
- 2008 Command & Conquer 3: Kane's Wrath – als stem
- 2007 Mass Effect – als Lilihierax / toegevoegde stemmen
- 2007 Transformers: The Game – als Deceptions / toegevoegde stemmen
- 2007 Command & Conquer 3: Tiberium Wars – als stem
- 2007 Titan Quest: Immortal Throne – als stem
- 2006 Splinter Cell: Double Agent – als Emile Dufraisne
- 2006 Guild Wars Nightfall – als Master of Whispers / toegevoegde stemmen
- 2006 Company of Heroes – als stem
- 2003 Enter the Matrix – als toegevoegde stemmen
- 2001 Command & Conquer: Red Alert 2 - Yuri's Revenge – als stem
- 2000 Escape from Monkey Island – als Bisschop Rasputin
- 1998 Grim Fandango – als Bowsley / eenwieler man

## TheaterwerkBroadway
- 1992 Search and Destroy - als Kim
- 1983-1984 Doonesbury - als B.D.
- 1973 Warp -  als jonge David Carson

- Biblioteca Nacional de España: XX1490537
- Bibliothèque nationale de France: cb14231231r (data)
- International Standard Name Identifier: 0000 0000 0094 6315
- Library of Congress Control Number: n84017160
- MusicBrainz: 5754bd1e-0664-4ce7-8dc1-84f81d196837
- Nationale Bibliotheek van Israël: 987007329716605171
- Nederlandse Thesaurus van Auteursnamen: 112247164
- Virtual International Authority File: 42052512
- WorldCat: E39PBJtxcpwtC4Bv9fpCF3FkDq